# 조 케사다
조지프 "조" 케사다(Joseph "Joe" Quesada, 1962년 1월 12일 ~ )는 미국의 만화가, 만화 편집자, 기업가이다. 1990년대 밸리언트 코믹스에 입사해 만화가 경력을 쌓았고, 이후 DC 코믹스와 마블 코믹스 소속으로 일했다. 2000년에 마블 코믹스 편집장, 2010년에 마블 엔터테인먼트 CCO 자리에 앉았다.